# Geelkruinmaskerzanger
De geelkruinmaskerzanger (Geothlypis flavovelata) is een zangvogel uit de familie Parulidae (Amerikaanse zangers).

## Verspreiding en leefgebied
Deze soort is endemisch aan de noordoostkust van Mexico, met name in zuidelijk Tamaulipas, oostelijk San Luis Potosí en noordelijk Veracruz).